# برترون ديلانوي
برتراند ديلانو (بالفرنسية: Bertrand Delanoë) سياسيه فرنسي من مواليد 30 ماي 1950 في تونس. عضو في الحزب الاشتراكي الفرنسي. تقلد منصب عمدة باريس لمدة 13 سنة.

## روابط خارجية
- برترون ديلانوي على موقع الموسوعة البريطانية (الإنجليزية)
- برترون ديلانوي على موقع مونزينجر (الألمانية)